# Синонімія фразеологізмів
Синонімія фразеологізмів — семантичне явище, яке виникає між подібними фразеологізмами на позначення того самого поняття. Такі фразеологізми за своєю схожістю вступають у  системний зв'язок. Вони близькі, але не тотожні за  своїм значенням, мають різну структуру, лексичний склад, відмінні за своєю стилістикою. Наприклад, до виразу  "Стріляний горобець" буде синонімічним вираз "Тертий калач", що означає в обох випадках — досвідчена людина. Фразеологічна синонімія збагачує виражальні засоби мови. 
Фразеологічні синоніми утворюють самобутній характер мови, надають висловам певної експресії, емоційного забарвлення, стилістичної виразності.
Фразеологічні синоніми як і слова, пов’язані синонімічними зв’язками, становлять собою  не просту сукупність синонімів, а певним чином організовану мікросистему в лексико-семантичній підсистемі мови. Синонімічні зв’язки і повне значення кожного слова в такій групі виявляються тільки при зіставленні з усіма елементами її, оскільки кожне слово пов’язане з усіма іншими в даній мікросистемі і значення всіх синонімів взаємно зумовлені.
Група фразеологічних синонімів із гранично близькою семантикою, що об'єднані спільним основним значенням,  утворює синонімічний ряд. Наприклад: сидіти склавши руки — плювати в стелю — байдики бити — на боці лежати.